# Rock Economy
Rock Economy (с англ. — «Рок-экономика») — мини-тур итальянского певца и киноактёра Адриано Челентано в поддержку его сорок первого студийного альбома Facciamo finta che sia vero. Состоялось два концерта в Вероне — 8 и 9 октября 2012 года. Название концерта — аллюзия на скандальный телепроект Rockpolitik, где Челентано выступал в качестве ведущего и идейного вдохновителя.
Шоу Rock Economy было признано «Лучшим итальянским концертом 2012 года» по версии портала Rockol.it. Для поклонников музыканта и самого Челентано представление стало значимым, поскольку это его первый сольный концерт после восемнадцатилетнего перерыва.
30 ноября 2012 года состоялась торжественная, символическая передача ключей города Вероны Адриано Челентано, как почётному горожанину. Его концерт был признан главным событием года для Вероны. Церемония была приурочена к выходу концертного издания CD/DVD — Adriano Live. 

## Предыстория

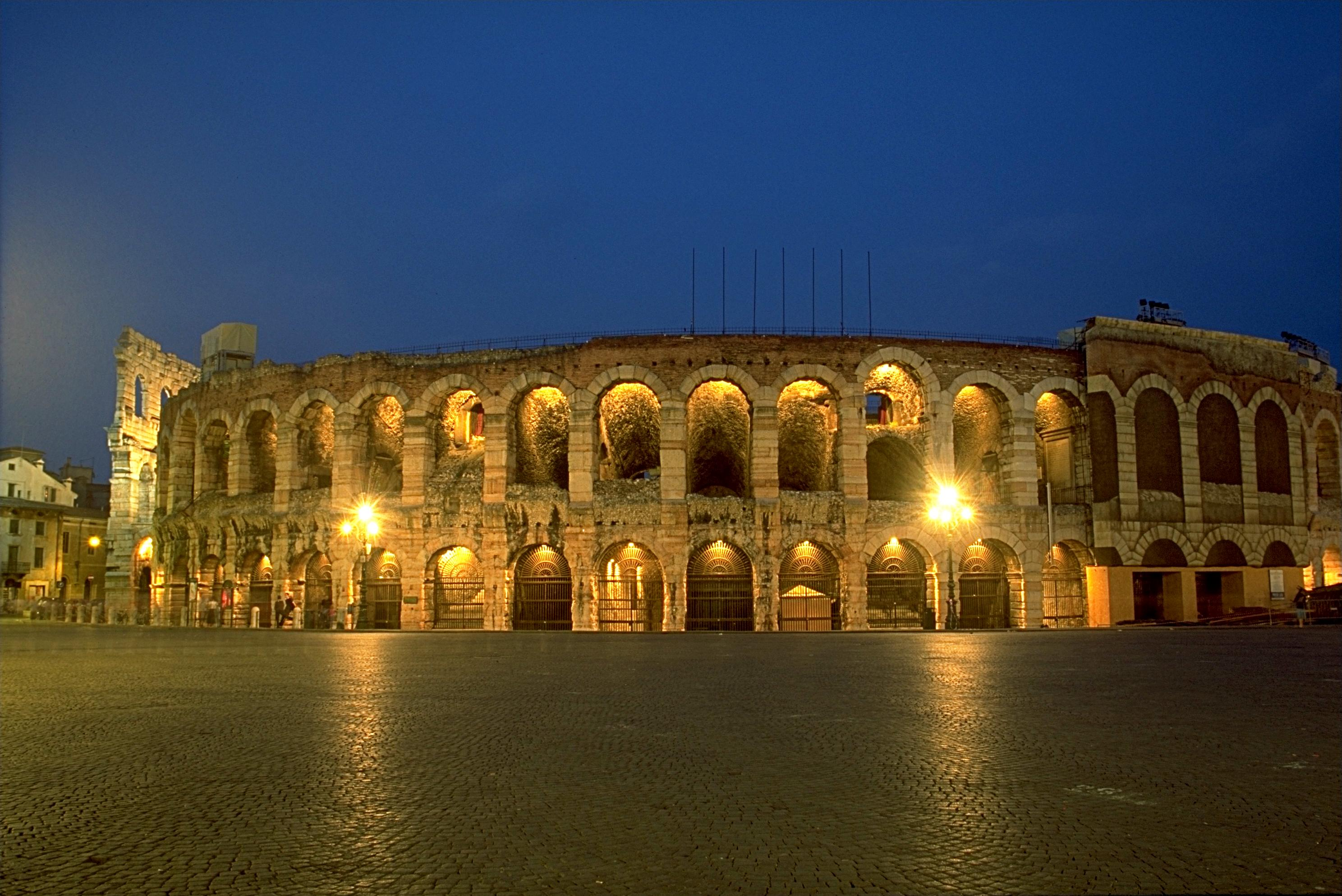
Арена ди Верона

13 июня 2012 года в Интернете появилась информация о том, что 74-летний Адриано Челентано собирается вернуться на большую сцену. Это известие стало полной неожиданностью для поклонников певца, так как своё предыдущее турне Челентано провёл в 1994 году, и до 2012-го появлялся лишь в телепередачах и сборных шоу, а также выпускал студийные альбомы. Чуть позже стало известно, что на концерте выступит и друг Челентано, певец Джанни Моранди.
Примечательно, что транслировать концерт взялась не государственная телекомпания RAI, с которой Челентано сотрудничал в течение долгих лет, а «Пятый канал» (Canale 5), принадлежащий семье Сильвио Берлускони — возможно, такое решение было принято из-за скандала на фестивале в Сан-Ремо в феврале 2012 года, когда Челентано выступил с резкой критикой католической церкви и ватиканских газет.
Билеты на шоу поступили в продажу 11 июля, причём бо́льшая их часть была продана по символической цене — всего 1 евро за штуку, но они были раскуплены за полчаса. По словам самого Челентано и его супруги, Клаудии Мори, такое решение было принято для того, чтобы на концерт смогло попасть как можно больше людей, вне зависимости от их финансового положения. Максимальная же стоимость билетов составила 165 евро.

12 сентября стало известно название концертной программы, а также был выпущен официальный проморолик, главным персонажем которого стала чёрная пантера. В начале октября на официальном YouTube-канале Челентано стали появляться небольшие видеоролики с репетиций.

## О концерте

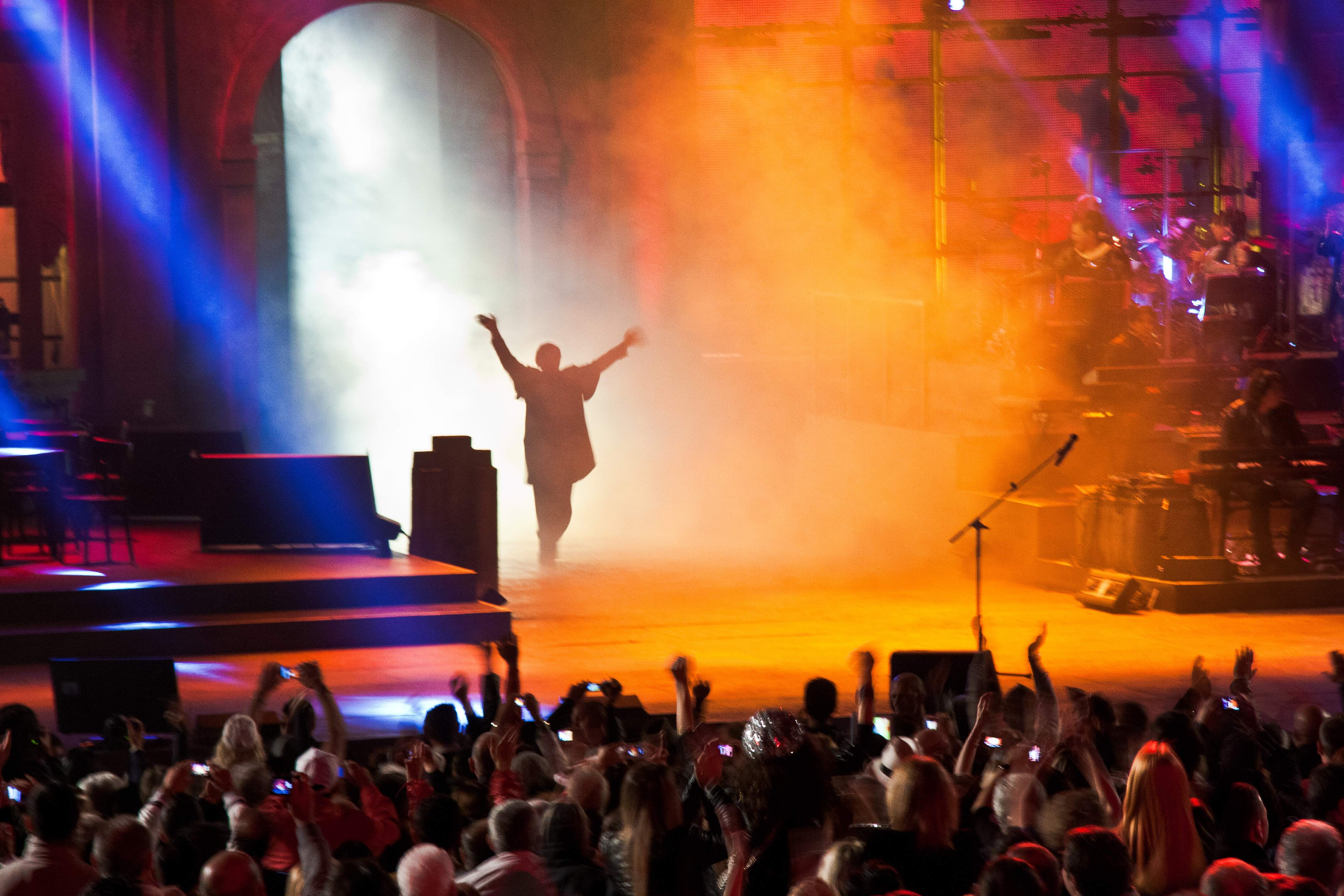
Финальный выход певца во втором вечере

В качестве места проведения концертов артист выбрал знаменитый амфитеатр Арена ди Верона, где в конце августа 2012 начал проводить репетиции. В концертной программе были представлены как старые хиты («Soli», «Azzurro», «Prisencolinensinainciusol»), так и песни из более поздних альбомов. На сцене вместе с Челентано выступили 18 музыкантов, 20 бэк-вокалистов и 25 танцоров. Показатели Canale 5, который транслировал концерт в прямом эфире, стали лучшими в прайм-тайм за последние пять лет — шоу смотрело девять миллионов зрителей.
В первом вечере исполнитель не только пел — на сцене с ним беседовал приглашённый французский экономист Жан-Поль Фитусси (фр. Jean-Paul Fitoussi). Вместе они обсудили существующий экономический строй и вопросы демократии в Европе. Сам Челентано оба вечера был в сероватом пиджаке, чёрных брюках и серой вязаной шапочке. Все песни были исполнены вживую. Сцена была оформлена в том же стиле, что и студия программы Francamente me ne infischio — ворота, из которых выходил Челентано и гости, барная стойка, окна, а также два больших светодиодных экрана. Двухчасовое выступление сопровождалось световым шоу. Начало песни «Il ragazzo della via Gluck» вместо Челентано весьма сплочённо исполнили зрители, причём в обоих вечерах. Артист лишь подыгрывал публике на гитаре.
Во время того, как Челентано и Моранди на втором вечере исполняли песню «Ti penso e cambia il mondo», на сцену неожиданно прорвалась девушка. Сначала охрана пыталась нейтрализовать её, однако Моранди, увидев это, заступился за девушку и её оставили на несколько секунд на сцене. Ею оказалась Дарья Дворецкая, известная бадминтонистка из России. За смелый поступок она получила поцелуй Адриано и Джанни Моранди, после чего благополучно досмотрела концерт. Этот момент вошёл в телеверсию и DVD.

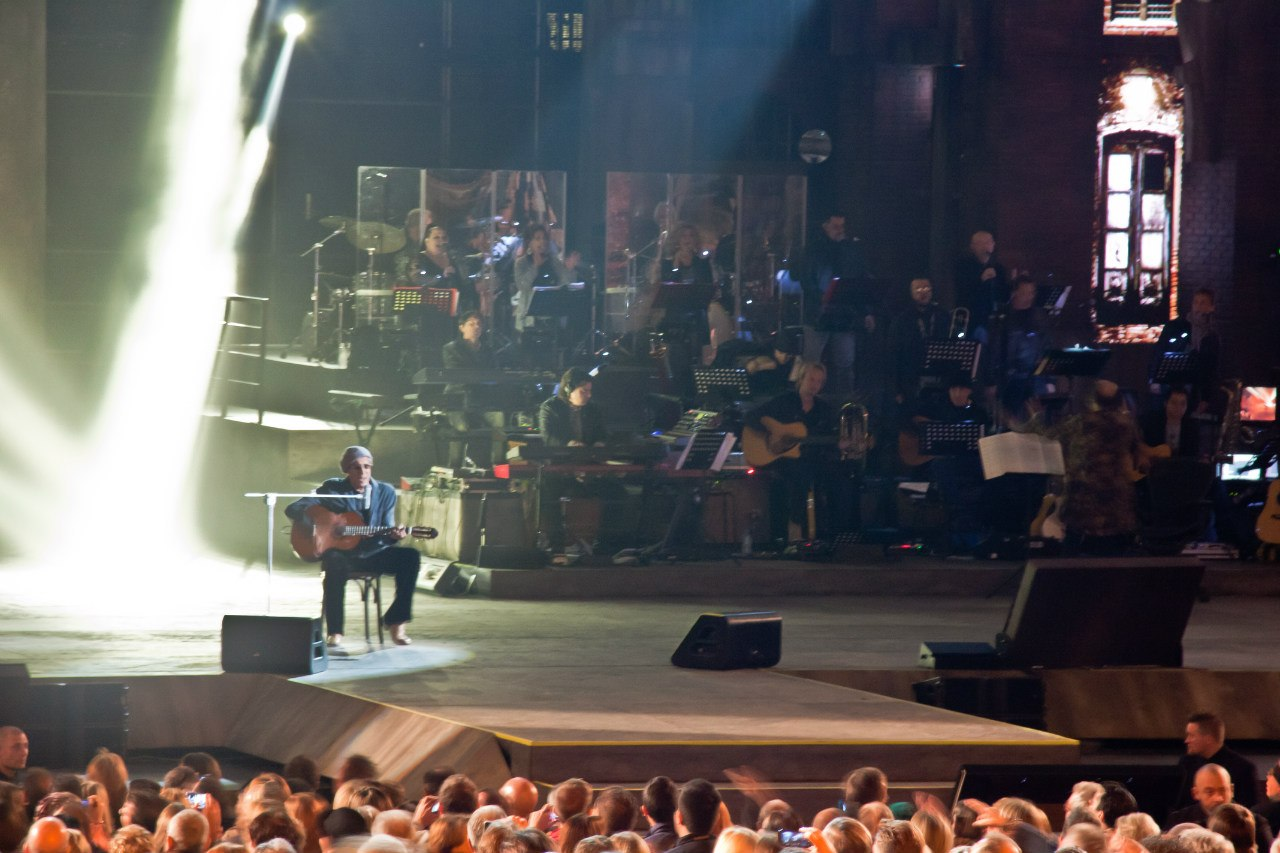
Вместе с Челентано на сцене выступили порядка сорока музыкантов

## Отзывы
Шоу получило, в основном, одобрительные отзывы. Так, Борис Барабанов, музыкальный обозреватель газеты «Коммерсантъ», присутствующий на концерте, отметил, что декорации были грандиозны, и, несмотря на то, что Челентано и его коллеги были запечатлены в процессе тяжёлых репетиций (некоторые из которых проходили под проливным дождём), певец не раз сбивался и подолгу советовался со своим многолетним партнёром — дирижёром Фио Занотти. Однако эта атмосфера милой безответственности только добавляла обаяния действу и его герою.
Также, присутствующий на первом вечере российский певец Дмитрий Маликов в своём Twitter отметил следующее:

Впечатления от концерта Челентано — разные. Поёт здорово, но «задвинут» на политике (30 минут говорил). Музыканты — супер, но основных хитов не спел (я не то чтобы разочаровался, просто не понимаю, почему не спеть 5-7 своих суперхитов, к чему такая принципиальность?) А так он — бодрячок.— Д. Маликов
Другой известный российский певец — Николай Басков, так отозвался о концерте: «Челентано отпраздновал свои 70 лет, 18 лет не давал концертов, сделал недавно в Вероне аншлаговые два концерта. Человек, который просто сидел, пел песни, снимался в кино, по сути, даже не выезжал на гастроли. И не вешал на себя никаких ярлыков — король, не король. А ведь настоящий король — Песни! Для меня это удивительный пример».

## Сет-лист
Я думаю, Адриано живёт идеей снова петь перед публикой, которую он сможет увидеть. В своей карьере он сделал несколько туров, и все они действительно оставили много волнений, а также эмоций от впечатляющих успехов. Всё-таки основная его профессия — петь. Для меня концерт будет ещё одним большим волнением. Я уверена, что для него — тоже. Хотя он старается этого не показывать.

### Первый вечер
1. «Svalutation» (1976)
2. «Rip It Up» (1956)
3. «Si è spento il sole» (1962)
4. «La cumbia di chi cambia» (2011)
5. «L’emozione non ha voce» (1999)
6. «Io sono un uomo libero» (2000)
7. «Pregherò» (1962)
8. «L’artigiano» (1981)
9. «Città senza testa» (2012)
10. «Il ragazzo della via Gluck» (1966)
11. «Scende la pioggia» (1968, с Джанни Моранди)
12. «La mezza luna» (1962, с Джанни Моранди)
13. «Ti penso e cambia il mondo» (2011, с Джанни Моранди)
14. «Ready Teddy» (1956)
15. «Woman in love» (1977)
16. «Prisencolinensinainciusol» (1972)

### Второй вечер
1. «Mondo in mi 7a» (1966)
2. «Soli» (1979)
3. «L’arcobaleno» (1999)
4. «Storia d’amore» (1969)
5. «Ringo» (1966)
6. «Il ragazzo della via Gluck» (1966)
7. «Yuppi du» (1975, танцевальный номер)
8. «Città senza testa» (2012)
9. «Straordinariamente» (1969)
10. «Pregherò» (1962)
11. «Un mondo d’amore» (1967, с Джанни Моранди)
12. «Caruso» (1986, исполнил Джанни Моранди)
13. «Sei rimasta sola» (1978, с Джанни Моранди)
14. «Una carezza in un pugno» (1968)
15. «Ti penso e cambia il mondo» (2011, с Джанни Моранди)
16. «Azzurro» (1968)
17. «Anna parte» (2011)
18. «Ready Teddy» (1956)
19. «Prisencolinensinainciusol» (1972)

## Концертный альбом
Уже после шоу стало известно, что лейбл Universal Music выпустит концертное издание — два CD+DVD. Первый компакт-диск содержит запись семнадцати песен, исполненных на концерте, а второй является бонусом и включает в себя девять песен из альбомов предыдущих лет. К DVD-диску, содержащему двадцать две песни, также прилагается 60-страничный буклет с фотографиями, сделанными во время концерта. Обложкой ко всем трём дискам послужило фото Челентано, одетого в белый льняной костюм, — эта же фотография была использована в качестве рекламного билборда к концерту. Adriano Live вышел 4 декабря 2012 года и стал вторым концертным альбомом исполнителя — предыдущий, Me, live!, был выпущен в 1979 году.
Презентация альбома Adriano Live состоялась 30 ноября 2012 года в театре Ristori в Вероне, где певец присутствовал лично.

### Список песен
Изначально было объявлено о том, что концертный диск будет содержать двенадцать песен. Однако в действительности в альбом вошло семнадцать композиций.
| №   | Название                                                                             | Текст песни                                        | Музыка                           | Длительность |
| --- | ------------------------------------------------------------------------------------ | -------------------------------------------------- | -------------------------------- | ------------ |
| 1.  | «Svalutation» (Svalutation, 1976)                                                    | Джино Сантерколе, Лучано Беретта, Вито Паллавичини | Адриано Челентано                | 4:36         |
| 2.  | «Si è spento il sole» (A New Orleans, 1963)                                          | Лучано Беретта, Мики Дель Прете                    | Эцио Леони, Адриано Челентано    | 3:09         |
| 3.  | «La cumbia di chi cambia» (Facciamo finta che sia vero, 2011)                        | Джованотти                                         | Джованотти                       | 4:33         |
| 4.  | «L’emozione non ha voce» (Io non so parlar d’amore, 1999)                            | Могол                                              | Джанни Белла                     | 4:22         |
| 5.  | «Pregherò» (Non mi dir, 1965)                                                        | Дон Бэки                                           | Бен Кинг                         | 3:40         |
| 6.  | «Mondo in mi 7°» (Le robe che ha detto Adriano, 1969)                                | Адриано Челентано                                  | Адриано Челентано                | 6:33         |
| 7.  | «Soli» (Soli, 1979)                                                                  | Кристиано Минеллоно                                | Тото Кутуньо                     | 4:12         |
| 8.  | «L’arcobaleno» (Io non so parlar d’amore, 1999)                                      | Могол                                              | Джанни Белла                     | 3:21         |
| 9.  | «Storia d’amore» (Le robe che ha detto Adriano, 1969)                                | Лучано Беретта, Мики Дель Прете                    | Адриано Челентано                | 5:30         |
| 10. | «Medely: Ringo» (микс из нескольких песен)                                           | —                                                  | —                                | 5:06         |
| 11. | «Il ragazzo della via Gluck» (Il ragazzo della via Gluck, 1966)                      | Мики Дель Прете, Лучано Беретта                    | Адриано Челентано                | 4:49         |
| 12. | «Città senza testa» (микс из песен «Cammino» (1991) и «I passi che facciamo» (2002)) | Адриано Челентано                                  | П. Леон, Адриано Челентано       | 6:03         |
| 13. | «Una carezza in un pugno» (Azzurro/Una carezza in un pugno, 1968)                    | Мики Дель Прете, Лучано Беретта                    | Джино Сантерколе                 | 3:28         |
| 14. | «Ti penso e cambia il mondo» (Facciamo finta che sia vero, 2011)                     | Джино Де Крешенцо (Пачифико)                       | Стивен Липсон, Маттео Саджезе    | 4:23         |
| 15. | «Azzurro» (Azzurro/Una carezza in un pugno, 1968)                                    | Вито Паллавичини                                   | Паоло Конте                      | 2:49         |
| 16. | «Ready Teddy» (I mali del secolo, 1972)                                              | Роберт Блэкуэлл, Джон Мараскалко                   | Роберт Блэкуэлл, Джон Мараскалко | 2:25         |
| 17. | «Prisencolinensinainciusol» (Nostalrock, 1973)                                       | Адриано Челентано                                  | Адриано Челентано                | 3:31         |

## Над шоу работали
На смотровой площадке на крыше отеля он устраивал танцевальные сеансы в духе своей боевой молодости, возвращая к жизни образ, который не перепутаешь ни с кем.
- Автор идеи и режиссёр: Адриано Челентано.
- Продюсер: Клаудия Мори (Clan Celentano).
- Главный организатор: Джанмарко Мацци.
- Консультант: Лучио Преста.
- Режиссёр ТВ-версии: Серджио Рубино.
- Управляющий производством: Витторио Деллаказа.
- Дирижёр, аккордеонист: Фио Занотти.
- Хореограф: Иван Манцони.
- Ассистенты: Гвендолина Алеарди, Диана Андреусси.
- Звукооператор: Пино Пискетола.
- Костюмер: Сильвия Фраттолилло.

Музыканты:
- Габриэле Болоньези,
- Лука Коломбо,
- Джанни Далл’Альо,
- Карло Гаудьелло,
- Давид Гидони,
- Леле Мелотти,
- Дадо Нери,
- Микеле Пападья,
- Плачидо Саламоне,
- Джорджио Секко,
- Массимо Занотти.

Бэк-вокал:
- Ману Кортези,
- Лола Фегали,
- Морено Феррара,
- Антонелла Пепе,
- Пауль Розетте.

Танцоры:
- Давид Белль,
- Джорджио Кафиеро,
- Кристиан Чикконе,
- Лидия Коломбелли,
- Ким Фасано,
- Селин Мирам,
- Даниель Редавид,
- Марчелло Саччетта.